# Nächstes Jahr, selbe Zeit
Nächstes Jahr, selbe Zeit ist ein US-amerikanischer Liebesfilm aus dem Jahr 1978. Die Literaturverfilmung basiert auf dem gleichnamigen Theaterstück Same Time, Next Year von Bernard Slade.

## Handlung
1951 lernt der 27-jährige Buchhalter George Peters aus New Jersey an der Küste von Mendocino County, Kalifornien die 24-jährige Hausfrau Doris aus Oakland kennen. Beide haben eine intensive Liebesnacht und wachen am Morgen nebeneinander auf. Unglücklicherweise sind beide verheiratet und jeder muss zusehen, wie er mit dem Seitensprung umgeht, den sie nun aber jedes Jahr heimlich wiederholen. In all den Jahren ihrer gemeinsamen Wochenenden nehmen sie jeweils am Leben des anderen großen Anteil, ohne ihr eigenes aufzugeben. Sie tauschen sich über ihre persönlichen Schicksalschläge, aber auch über ihre individuelle Entwicklung aus. So ist George zwischenzeitlich zu einem überaus erfolgreicher Geschäftsmann geworden, bis ihm sein Wohlstand unerträglich wurde und er ins Gegenteil verfiel, sein altes Leben aufgegeben hat und seitdem in einfachen Verhältnissen lebt. Sein Geld verdient er sich nur noch als Barpianist. Doris hat nach einer Selbstfindungsphase als Hippie und Aktivistin der Frauenbewegung den Weg als erfolgreiche Geschäftsfrau eingeschlagen und obwohl sie, trotz ihrer vierfachen Mutterschaft, aus ihrer Ehe ausbrechen wollte, ist sie doch bei ihrem gutherzigen Harry geblieben.
Als sich Doris und George 1977 treffen, schauen sie ein wenig wehmütig auf ihre seit 26 Jahren laufende One-Night-Stand-Daueraffäre. Im Grunde genommen befinden sie sich rechnerisch sogar noch in ihren Flitterwochen. Aber so viel hat sich in all der Zeit verändert und so gibt es auch schlimme Nachrichten. Helen, Georges Frau, ist sechs Monate zuvor gestorben. Das hat George tief getroffen und auch Doris spürt, dass, obwohl sie Helen nie persönlich gesehen hat, plötzlich eine gute alte Freundin verloren hat. George ist nun allein. Aber er ist kein Mann, der allein leben kann. Er will heiraten. Doris soll seine Ehefrau werden. Sie habe es sich so oft gewünscht, dass er um ihre Hand anhalte, und in ihrer Phantasie immer mit „ja“ geantwortet. Aber sie will Harry nicht verlassen. Man habe immer noch dieses eine gemeinsame Wochenende pro Jahr. Das müsse reichen. Aber wenn sie ihn jetzt nicht heirate, droht George, werde er sie nie wiedersehen. Unter Tränen lehnt sie erneut ab. Daraufhin verlässt George die gemeinsame Hütte, während Doris nun in Tränen ausbricht und meint ihren geliebten George nie wiederzusehen.
Aber George kommt hereingestürmt und erklärt wild, dass alles nur ein Bluff gewesen sei. Er könne seine geliebte Doris doch nicht allein lassen. Sein Plan, Druck auf sie auszuüben, war vielleicht nicht durchdacht, aber verzweifelt. Er werde bis zum Ende ihrer Tage immer und immer wieder zurückkommen.

## Kritik
Janet Maslin von der New York Times kritisierte die Geschichte der Handlung, denn sie empfand es unglaubwürdig, dass man sich über zwei Jahrzehnte lang treffe, glücklich miteinander sei und trotzdem eine gute Ehe führen könne. Die Geschichte sei voller „Falschheit“ und das „Drehbuch nicht oft lustig“. Bernard Slade würde mit seinen dramatischen Elementen gar um „eine billige Träne des Publikums“ ringen. Außerdem kritisierte sie die beiden Darsteller, wobei Alda „nicht sehr spielerisch“ sei und den Text so spreche, als „sei alles nur ein Witz in einem flachen Drehbuch“. Und Burstyns Darstellungen wirkten allgemein unglaubwürdig.
Die Variety hingegen lobte den Film. Der „sensibel von Robert Mulligan inszenierte“ Liebesfilm habe alles, „was man sich von einem Film wünschen könne.“ Es sei „einfach schön, einen Film über zwei Menschen zu sehen, die sich zutiefst mögen.“
Das Lexikon des internationalen Films meinte: „Einfallsreich verfilmte Bühnenkomödie, in den Hauptrollen ausgezeichnet gespielt.“

## Hintergrund
In Deutschland kam der Film am 15. Mai 1979 in die Kinos und wurde am 6. Dezember 1983 zum ersten Mal auf DFF 1 ausgestrahlt. Der Film erschien im September 2014 in einer deutschsprachigen Kauffassung (DVD).
Das Theaterstück hatte am 14. März 1975 seine Premiere im Brooks Atkinson Theater am Broadway und lief mit 1.453 Vorstellungen bis zum 3. September 1978. Slade hatte ursprünglich sowohl Alda als auch Burstyn als Theatererstbesetzung im Kopf gehabt. Alda musste wegen Dreharbeiten zu seiner Fernsehserie M*A*S*H absagen und wurde durch Charles Grodin ersetzt, Burstyn spielte die Rolle neun Monate lang. Ursprünglich bemühte sich der Produzent Mirisch allerdings darum, Warren Beatty für den Film zu gewinnen.
Paul McCartney nahm mit seiner Band Wings das Lied Same Time, Next Year auf, das jedoch nicht im Film verwendet wurde. Er veröffentlichte es 1990 als B-Side seiner EP Put It There.
Der aus Hongkong stammende Regisseur Clifton Ko verfilmte das Theaterstück 1994 unter dem Titel I Will Wait for You ein zweites Mal. Tony Leung Ka-Fai und Anita Yuen spielten die Hauptrollen.

## Auszeichnungen (Auswahl)
Oscarverleihung 1979
- Beste Hauptdarstellerin: Nominierung für Ellen Burstyn
- Bestes adaptiertes Drehbuch: Nominierung für Bernard Slade
- Beste Kamera: Nominierung für Robert Surtees
- Bester Song: Nominierung für „The Last Time I Felt Like This“ für Marvin Hamlisch, Alan Bergman, Marilyn Bergman (Interpreten: Johnny Mathis und Jane Olivor)

Golden Globe Awards 1979
- Beste Hauptdarstellerin – Komödie oder Musical: Ellen Burstyn
- Bester Hauptdarsteller – Komödie oder Musical: Nominierung für Alan Alda
- Bester Filmsong: Nominierung für „The Last Time I Felt Like This“ für Marvin Hamlisch, Alan Bergman, Marilyn Bergman